# Narancsbegyű afropapagáj
A narancsbegyű afropapagáj (Poicephalus rufiventris) a madarak osztályának papagájalakúak (Psittaciformes) rendjébe, a papagájfélék (Psittacidae) családjába és a jákópapagáj-formák (Psittacinae) alcsaládjába tartozó faj.

## Előfordulása
Afrikában, Etiópia, Kenya, Szomália és Tanzánia területén honos. Szavannák és a nyílt részek lakója.

## Megjelenése
Hossza 22 centiméter. A hím hasa vöröses narancssárga, a tojóé zöld.

## Szaporodása
Fészekalja 3-4 tojásból áll, melyen 25-26 napig kotlik. A fiókák kirepülési ideje 9-10 hét.

## Külső hivatkozás
- Képek az interneten a fajról